# Trần Vĩnh Tuyến
 Trần Vĩnh Tuyến (sinh năm 1965) là một chính khách Việt Nam. Ông nguyên là Ủy viên Ban Thường vụ Thành ủy, nguyên Phó Chủ tịch Ủy ban nhân dân Thành phố Hồ Chí Minh nhiệm kì 2016 - 2021.
Hiện tại ông đã bị cách các chức vụ và khởi tố.

## Lý lịch và học vấn
Trần Vĩnh Tuyến sinh 15 tháng 3 năm 1965, quê quán phường Quảng Thuận, thị xã Ba Đồn, tỉnh Quảng Bình.
Ông được kết nạp vào Đảng Cộng sản Việt Nam ngày 21 tháng 1 năm 1991.
Trình độ Thạc sĩ chính trị học; Cử nhân Luật.
Kỉ luật: Khai trừ Đảng ngày 17 tháng 8 năm 2021.

## Sự nghiệp
Từ 6/1984 - 2/1991: Công tác tại Ban Chỉ huy Quân sự phường 7, Quận 1. Sau đó lần lượt giữ các chức vụ: Phó Bí thư, Bí thư Đoàn Thanh niên Cộng sản phường 7, Quận 1; Bí thư Đoàn phường Đa Kao, Quận 1; Đại biểu Hội đồng nhân dân phường 7, Quận 1 khóa V (1985-1987), khóa VI (1987-1989); Đại biểu Hội đồng nhân dân phường Đa Kao, Quận 1 khóa VII (1989-1994).
Từ 3/1991 - 7/1998: Ủy viên Ban Thường vụ Quận đoàn; Ủy viên Ban Chấp hành Trung ương Đoàn Thanh niên Cộng sản Hồ Chí Minh khóa VIII; Đại biểu Hội đồng nhân dân Quận 1 khóa VII (1994-1999); khóa IX (2004-2009).
Từ 8/1998 - 5/2009: Quận ủy viên, Chánh Văn phòng Quận ủy Quận 1 (1998-2002). Tháng 12 năm 2002, ông giữ chức vụ Phó Chủ tịch Ủy ban nhân dân Quận 1, từ năm 2004 được bầu vào Ban Thường vụ Quận ủy Quận 1.
Từ 6/2009 - 2/2014: Ông lần lượt giữ các chức vụ Phó Bí thư Thường trực Quận ủy Quận 1; Tháng 1 năm 2010 là Chủ tịch Ủy ban nhân dân Quận 1. Tháng 10 năm 2010, ông được bầu vào Ban chấp hành Đảng bộ Thành phố Hồ Chí Minh khóa IX, được phân công giữ chức vụ Bí thư Quận ủy Quận 1 từ 9/2013 - 2/2014.
Từ 3/2014 - 9/2015: Chánh văn phòng Thành ủy Thành phố Hồ Chí Minh.
Từ 10/2015 - 4/2016: Ủy viên Ban Thường vụ Thành ủy, Chủ nhiệm Ủy ban Kiểm tra Thành ủy.
Ngày 21/4/2016, ông được bầu giữ chức vụ Phó Chủ tịch Ủy ban nhân dân Thành phố Hồ Chí Minh.
Chiều ngày 28/6/2016, kỳ họp thứ nhất Hội đồng nhân dân Thành phố Hồ Chí Minh khóa IX đã bầu Trần Vĩnh Tuyến tiếp tục giữ chức vụ phó chủ tịch Ủy ban nhân dân Thành phố nhiệm kỳ 2016-2021.
Ông từng là Trưởng ban điều hành đề án "Thành phố thông minh" của Thành phố Hồ Chí Minh.

## Điều tra và Kỷ luật
Ngày 11/7/2020, Cơ quan CSĐT Bộ Công an đã ra quyết định khởi tố bị can với ông Phó Chủ tịch UBND TP.HCM Trần Vĩnh Tuyến vì liên quan đến các sai phạm trong việc chuyển nhượng một số dự án ở Tổng công ty Nông Nghiệp Sài Gòn (SAGRI)., dù Quyết định số 6077/QĐ-UBND ngày 17 tháng 11 năm 2017 của ông Trần Vĩnh Tuyến ký trước đó về chấp thuận cho SAGRI chuyển nhượng dự án khu nhà ở tại phường Phước Long B, Quận 9 cho Tổng Công ty cổ phần Phong Phú đã được ông Võ Văn Hoan đã ký Quyết định số 2649/QĐ-UBND ngày 22 tháng 6 năm 2019 thu hồi và hủy bỏ.
Ngày 17 tháng 8 năm 2021, Ban Bí thư thi hành kỷ luật bằng hình thức khai trừ ra khỏi Đảng đối với Trần Vĩnh Tuyến.